# Grágás

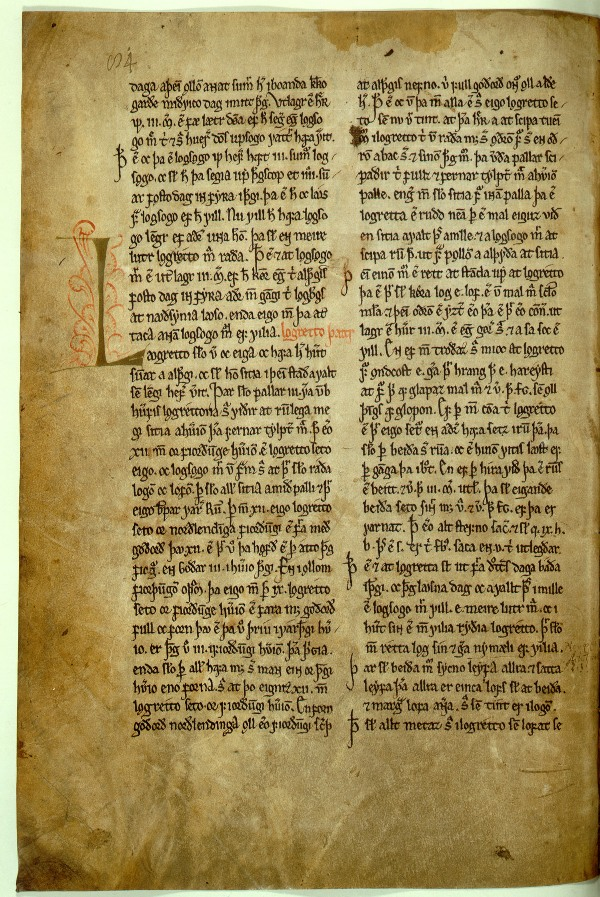
Gragasen från 1157, s.84

Grágás ("Grågåsen") är den vanliga benämningen på islänningarnas lagbok under fristatens tid, det vill säga från omkring 930, då Ulfljot (Ulfliótr) enligt traditionen stiftade alltinget och införde de första för hela landet gällande lagarna, till fristatens undergång 1262–1264, då Island kom under norsk överhöghet.
Lagbestämmelserna i Grágás är upptecknade i flera olika handskrifter, med olika anordning och även med något olika innehåll. Av dessa handskrifter är två de mest fullständiga och brukas som huvudkodexar för lagbokens text. Den ena är Codex regius, den så kallade Konungsbók (Konungsboken), som förvaras i Det Kongelige Bibliotek i Köpenhamn och den andra är Codex arnamagnæanus, vanligen kallad Staðarhólsbók (Stadarholsboken), som förvaras på Köpenhamns universitets bibliotek. Dessa bägge handskrifter är tämligen olikartade med avseende på texten, särskilt då det i Konungsboken finns en mängd bestämmelser av växlande innehåll, inskjutna emellan de olika lagbalkarna. Trots dessa olikheter finns dock en tillräcklig överensstämmelse mellan de båda handskrifterna såväl till innehåll som framställningssätt vilket gör att de harmonierar. De är inte olika upplagor av en och samma lagbok, utan utgör inbördes självständiga samlade arbeten. De grundas dock på samma källor och överensstämmer därför i allt väsentligt.
Grågåsen är inte någon av vederbörande myndighet stadfäst kodifikation av lagstadganden.[förklaring behövs] Visserligen blev efter alltingets beslut fristatens lagar under vintern 1117–1118 upptecknade i Hafliðaskrá, men ingen av Grågåsens redaktioner kan anses vara identisk med den uppteckningen. Både Konungsboken och Stadarholsboken är på privat väg åstadkomna samlingar av de på alltinget antagna lagarna och tillkom sannolikt på initiativ av några lagsagomän. Dessa skulle på alltinget, var och en under sin treåriga tjänstetid, föredra alla gällande lagbestämmelser och ehuru det var maktpåliggande, att deras föredrag så ordagrant som möjligt överensstämde med den formulering, som lagarna hade erhållit på alltinget, måste dock en viss frihet antas ha medgivits lagsagomännen med hänseende både till själva ordalagen och till den ordning, i vilken lagsamlingens olika balkar föredrogs för tingsmenigheten.[förklaring behövs] Detta förklarar varför den enskilde samlaren har kunnat ge sin prägel även på skrifter med ett sådant innehåll som Grågåsens, där materialet dock är detsamma i de olika redaktionerna.
Till skillnad från flera framstående forskares uppfattning,[källa behövs] att Grågåsen skulle innehålla inte endast allmänna lagbestämmelser, utan även enskilda uppteckningar om prejudikat och praxis vid domstolarna, uppställde lagbokens utgivare, Vilhjálmur Finsen, åsikten, att innehållet verkligen utgörs av vederbörligen antagna lagar och att lagstiftningsverksamheten på Island under fristatens tid var så stor, att det inte fanns rum för någon rättsutveckling på annat sätt, vare sig genom utbildning av sedvanerätten eller genom domstolarnas praxis.
Konungsboken kan dateras till 1258-1262 och av Stadarholsboken till åren 1262–1271. Grågåsen är den till omfånget största av alla nordiska lagböcker från medeltiden och i Nordisk familjebok (1909) sägs den vara "...den främsta bland dem med hänsyn till stil, systematisk anordning, fullständighet och skarpsinne i definitioner. I sådant afseende kan Grågåsen sägas vara ett värdigt motstycke till den berömda Romerska rätten."
Namnet Grågås kom inte till användning förrän i slutet av 1500- eller början av 1600-talet, då man antog, att lagsamlingen hade sitt upphov från en av norske kungen Magnus den gode utgiven lagbok som kallades Grågås. Benämningen skulle ha uppkommit antingen därav, att handskriften till den norska lagboken varit bunden i gåsskinn eller nedskriven med gåspenna, eller enligt en annan teori, namnet varit en symbolisk beteckning av lagens höga ålder.[källa behövs] Trots sitt oklara ursprung är namnet så etablerat efter att ha använts i fyrahundra år.
Konungsboken är utgiven 1852 och Stadarholsboken 1879, bägge av Vilhjálmur Finsen.